# 카메론 포스트의 잘못된 교육
《카메론 포스트의 잘못된 교육》(영어: The Miseducation of Cameron Post)은 2018년 개봉한 미국, 영국의 성장 드라마 영화이다. 데지레이 아커반이 연출을 맡고 체칠리아 프루주엘레와 공동 각본을 작성하였다. 에밀리 M. 댄포스의 소설 “사라지지 않는 여름”이 원작이다. 2018 제34회 선댄스 영화제에서 전 세계 최초로 상영되었으며 미국 극영화 부문 심사위원상을 수상했다.

## 출연진
- 클로이 그레이스 머레츠 - 캐머런 포스트 역
- 존 갤러거 주니어 - 릭 목사 역
- 사샤 레인 - 제인 폰다 역
- 포러스트 굿럭 - 애덤 역
- 마린 아일랜드 - 베서니 역
- 오언 캠벨 - 마크 역
- 퀸 셰퍼드 - 콜리 테일러 역
- 에밀리 스케그스 - 에린 역
- 제니퍼 일리 - 리디아 마시 역
- 크리스토퍼 딜런 화이트 - 데인 역
- 데일 솔스 - 할머니 역

## 기타 제작진
- 총괄 제작: 데지레이 아커반, 올리비에 캠퍼

## 수상 목록
- 제44회 시애틀 국제 영화제 (2018년) 월드 인디저너스 미디어 랩[5]
- 제34회 선댄스 영화제 (2018년) 심사위원대상 (미국 드라마) 수상 - 데지레이 아커반[6]
- 제67회 멜버른 국제 영화제 (2018년) 헤드라이너[7]
- 제61회 샌프란시스코 국제 영화제 (2018년) 마키 프레젠테이션[8][9]
- 제53회 카를로비바리 국제 영화제 (2018년) 수평선 부문[10]
- 제45회 겐트 영화제 (2018년)[11]
- 제13회 로마 영화제 (2018년) 오피셜 셀렉션[12]
- 제65회 시드니 영화제 (2018년) 경쟁 부문[13]
- 제36회 뮌헨 국제 영화제 (2018년) 국제 독립 영화 부문[14]
- 제20회 리우데자네이루 국제 영화제 (2018년) 파노라마[15]
- 제12회 댈러스 국제 영화제 (2018년) 극장편영화 심사위원상 후보[16]
- 제12회 취리히 영화제 (2018년) 스위스 최초 상영[17]

## 같이 보기
- 보이 이레이즈드